# Кондино
Кондино (итал. Condino) — коммуна в Италии, располагается в провинции Тренто области Трентино-Альто-Адидже.
Население составляет 1518 человек (2008 г.), плотность населения составляет 46 чел./км². Занимает площадь 33 км². Почтовый индекс — 38083. Телефонный код — 0465.
Покровительницей коммуны почитается Пресвятая Богородица. Её Успение ежегодно празднуется 15 августа.

## Демография
Динамика населения:

## Администрация коммуны
- Официальный сайт: http://www.comune.condino.tn.it/